# Dzianis Majlai
Dzianis Majlai –en bielorruso, Дзяніс Махлай– (Babruisk, 19 de septiembre de 1990) es un deportista bielorruso que compitió en piragüismo en la modalidad de aguas tranquilas. Ganó dos medallas en el Campeonato Mundial de Piragüismo, oro en 2018 y plata en el 2015, y tres medallas en el Campeonato Europeo de Piragüismo entre los años 2015 y 2018.

## Palmarés internacional
| Campeonato Mundial | Campeonato Mundial          | Campeonato Mundial | Campeonato Mundial |
| Año                | Lugar                       | Medalla            | Competición        |
| ------------------ | --------------------------- | ------------------ | ------------------ |
| 2015               | Milán (Italia)              | Medalla de plata   | C2 200 m           |
| 2018               | Montemor-o-Velho (Portugal) | Medalla de oro     | C2 200 m           |
| Campeonato Europeo |                             |                    |                    |
| Año                | Lugar                       | Medalla            | Competición        |
| 2015               | Račice (República Checa)    | Medalla de bronce  | C2 500 m           |
| 2017               | Plovdiv (Bulgaria)          | Medalla de plata   | C2 200 m           |
| 2018               | Belgrado (Serbia)           | Medalla de plata   | C2 200 m           |